# Station Łasin
Station Łasin is een spoorwegstation in de Poolse plaats Łasin.